# Epidendrum amaruense
Epidendrum amaruense är en orkidéart som beskrevs av Hágsater, Collantes och E.Santiago. Epidendrum amaruense ingår i släktet Epidendrum och familjen orkidéer.
Artens utbredningsområde är Peru. Inga underarter finns listade i Catalogue of Life.